# Chlorure de cuivre(II)
Pour les articles homonymes, voir Chlorure de cuivre.
Le chlorure de cuivre(II) est un composé chimique ionique, un composé d'ions chlorures et de cuivre (cuivrique) en proportion stœchiométrique, de couleur brune, de formule chimique CuCl2.

## Propriétés physiques et chimiques

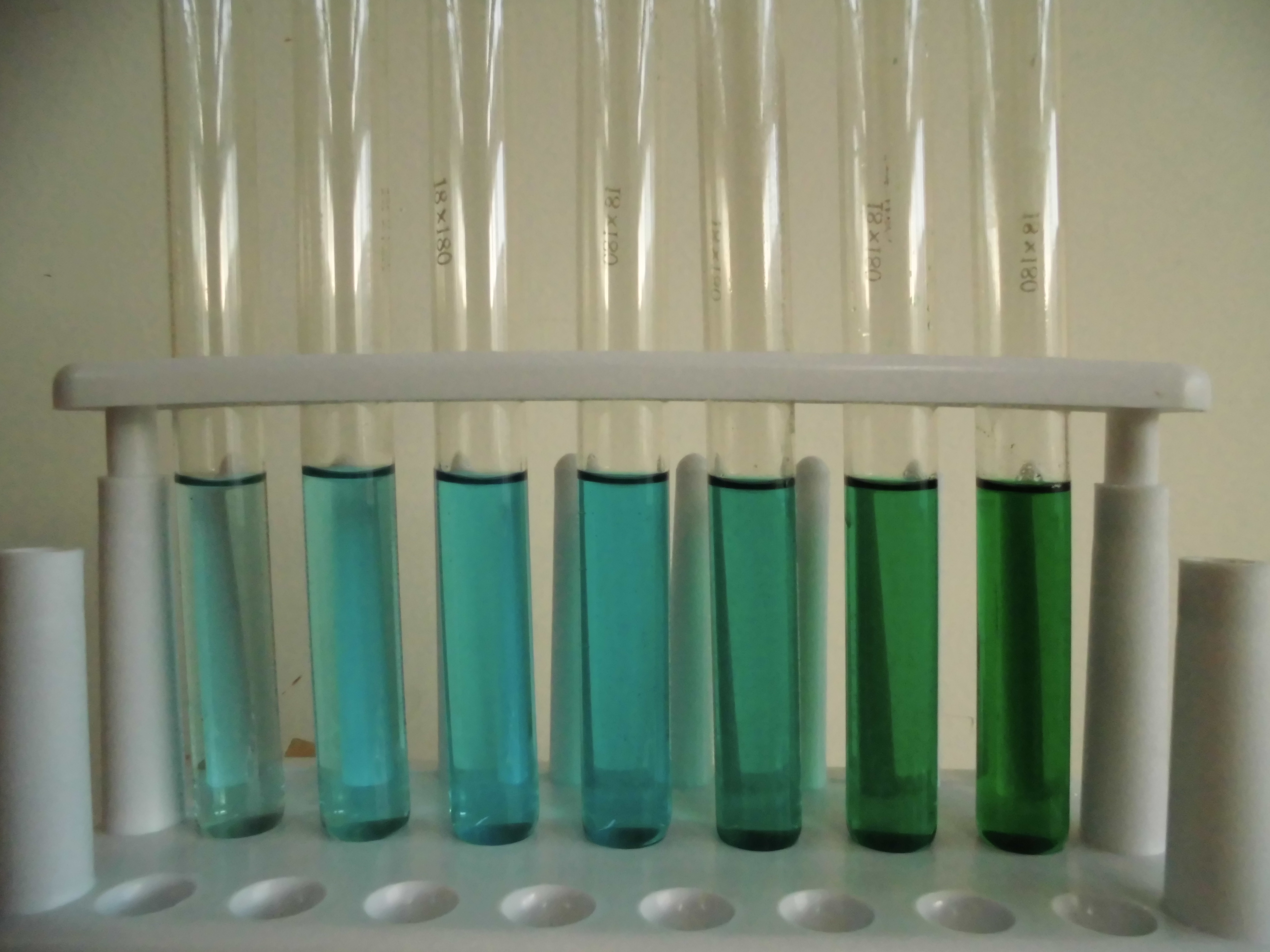
Tubes à essai avec solutions aqueuses de chlorure de cuivre de concentration molaire croissante de gauche à droite, soit 0,1 0,25 0,5 1 1,5 2 et 2,5 mol/l

Il s'agit d'un corps ionique anhydre brun, assez fortement hygroscopique. En présence de vapeur d'eau ou microgouttelettes d'eau, il prend une teinte bleue puis verte. Le dihydrate de chlorure de cuivre est vert.
Le chlorure de cuivre est très soluble dans l'eau. Les solutions concentrées sont jaune-vert, les solutions diluées normalement bleues.
Chauffé fortement en creuset au four, le chlorure de cuivre anhydre se décompose en dégageant du dichlore gazeux et en laissant un dép̩ôt d'oxyde de cuivre ou autres sels cuivreux blancs.

## Préparation
Le chlorure de cuivre peut être préparé par l'action de l'acide chlorhydrique sur l'oxyde de cuivre(II).
CuO(s) + 2HCl(aq) → CuCl2(aq) + H2O(l)

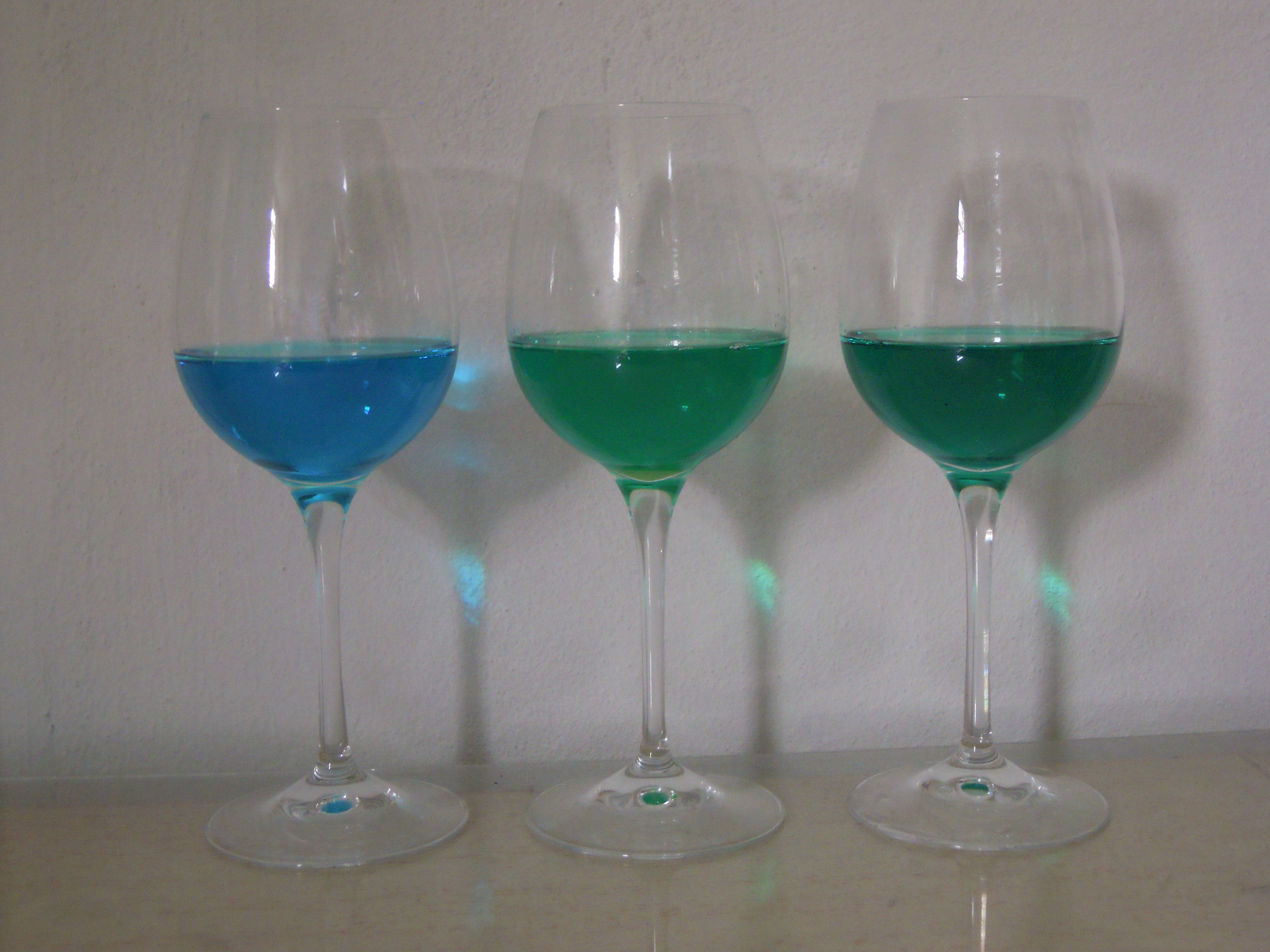
Solution aqueuse du CuCl_{2} (environ 20 g par litre), effet de la température - 18 °C à gauche et 85 °C à droite, au centre effet de l'addition de sel NaCl à 18 °C

## Notes et références

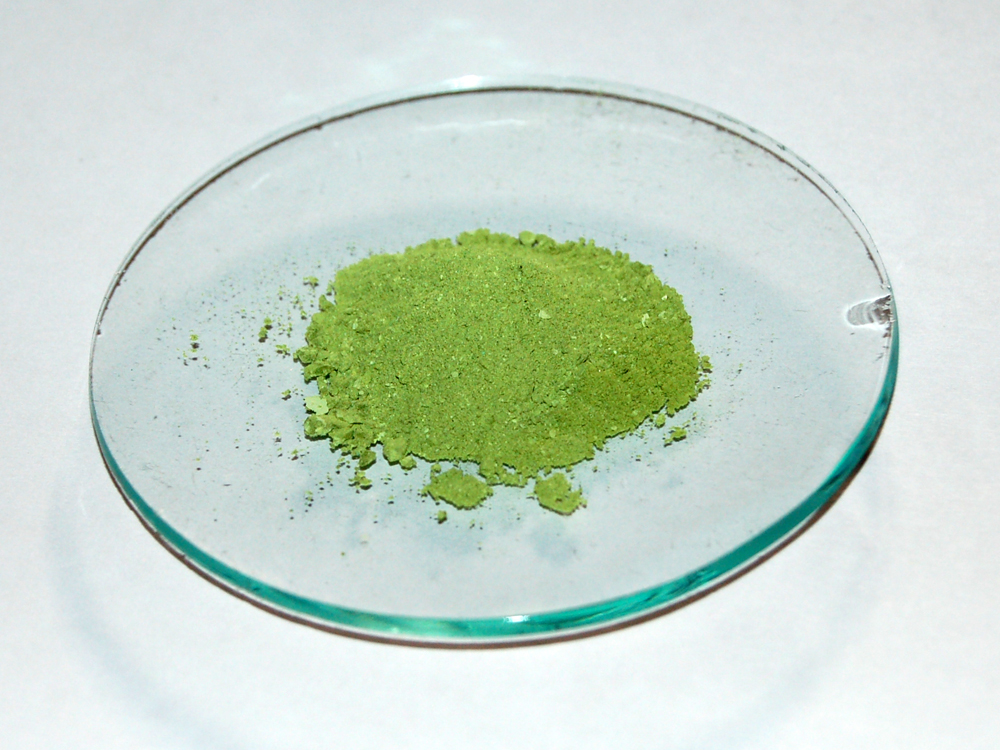
Chlorure de cuivre dihydraté